# Bickenbach (Hesja)
Bickenbach – miejscowość i gmina w Niemczech, w kraju związkowym Hesja, w rejencji Darmstadt, w powiecie Darmstadt-Dieburg.